# Kathleen Kingsbury
Kathleen Kingsbury est une journaliste et rédactrice américaine lauréate du prix Pulitzer. Elle est rédactrice d'opinion du New York Times.

## Biographie
Kathleen Kingsbury grandit à Portland, dans l'Oregon, et fait ses études de premier cycle à la Walsh School of Foreign Service de l'Université de Georgetown. Elle obtient un diplôme d'études supérieures de la Columbia Journalism School, où elle reçoit une bourse de voyage Pulitzer.
Kingsbury travaille pour le magazine Time en tant que rédacteur basé à New York et en tant que correspondant basé à Hong Kong. En 2013, Kingsbury rejoint le comité de rédaction du Boston Globe,. Elle est également rédactrice en chef et collaboratrice fréquente de la section du supplément dominical du Globe, Ideas. Kingsbury rejoint le New York Times en août 2017 en tant que rédactrice en chef adjointe de la page éditoriale,. Le 7 juin 2020, elle est nommée « rédactrice en chef par intérim de la page éditoriale jusqu'à l'élection de novembre » au New York Times, en remplacement de James Bennet. En janvier 2021, elle est nommée rédactrice d'opinion par l'éditeur AG Sulzberger. Elle écrit également à Time, Reuters, The Daily Beast, BusinessWeek et Fortune,.
En 2015, Kingsbury remporte le prix Pulitzer de l'écriture éditoriale pour une série d'articles exposant les conditions de travail injustes auxquelles sont confrontés les travailleurs de la restauration, notamment les effets financiers négatifs du système de pourboire américain, la prévalence du vol de salaire et le coût humain réel des plats bon marché proposés au menu,,.
En février 2021, Kingsbury refuse de publier une chronique de Bret Stephens dans laquelle il critiquait le licenciement de Donald G. McNeil Jr. par le Times. Les commentaires de Stephens ont ensuite été publiés par le New York Post.